# Cisnădie

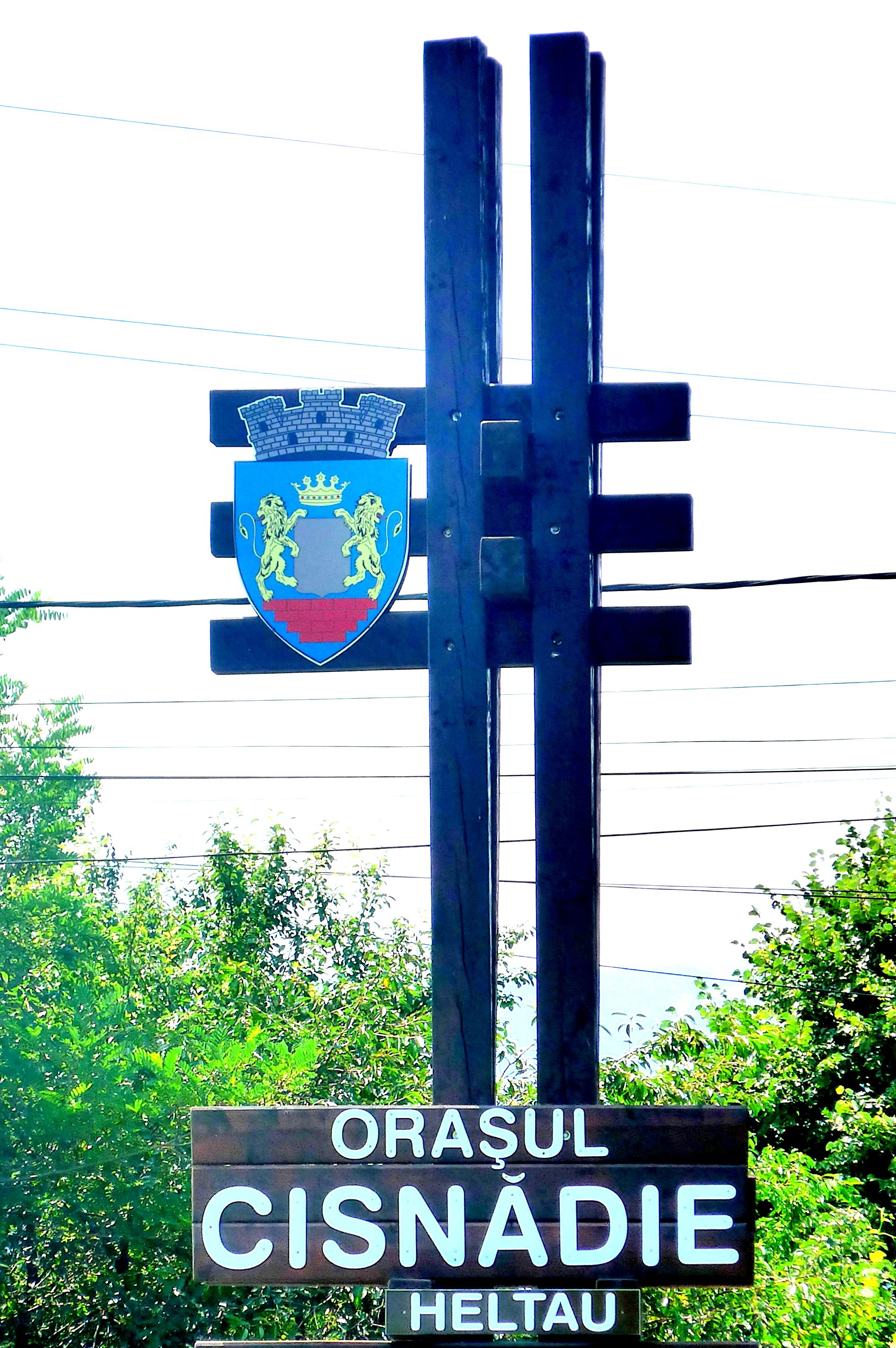
Ortseingangsschild mit dem rumänischen und deutschen Stadtnamen sowie dem Stadtwappen

Cisnădie (deutsch Heltau, siebenbürgisch-sächsisch De Hielt, ungarisch Nagydisznód) ist eine Stadt im Kreis Sibiu in der Region Siebenbürgen in Rumänien.

## Geographie
Heltau liegt ca. 8 km südwestlich von Hermannstadt entfernt am Fuß der Südkarpaten. Durch die Stadt fließen zwei Bäche, der Pârâul Argintului (Silberbach) und der Pârâul Ursului (Bärenbach).

## Geschichte
Heltau wurde 1204 erstmals urkundlich erwähnt, von Deutschen (Siebenbürger Sachsen) gegründet und jahrhundertelang mehrheitlich von Siebenbürger Sachsen bewohnt. Im Jahr 1425 erhielt Heltau die erste Turmuhr Siebenbürgens. Im Jahre 1500, anlässlich eines Besuches von König Wladislaus II., erhielt die Stadt das Marktrecht.
Die Zeit vom 15. bis zum 17. Jahrhundert war geprägt von zahllosen Türkeneinfällen, aber auch walachischen Überfällen, die große Verwüstungen verursachten. 1660 gab es während einer Pestepidemie 411 Tote. 1734 siedelten sich etwa 125 Landler in Heltau an.
Die Familie von Klaus Johannis, dem ehemaligen Präsidenten Rumäniens, ist seit dem 16. Jahrhundert in Heltau urkundlich erwähnt.

## Bevölkerung
Im Jahr 1941 hatte Heltau 5.385 Einwohner, davon 3.691 Deutsche. Die höchste Einwohneranzahl von Cisnădie selbst (18.830) und auch gleichzeitig die der Rumäniendeutschen (4.886) wurde 1977, die der Ungarn (295) 1956 und die der Roma (132) 1930 erreicht. 1946 erhielt die Ortschaft das Stadtrecht. Bereits in den 1950er Jahren setzte die Aussiedlung der Siebenbürger Sachsen in die Bundesrepublik Deutschland ein, und zwar in Form der Zusammenführung von Familien, deren Männer nach dem Zweiten Weltkrieg oder infolge der Russland-Deportation nach Deutschland verschlagen worden waren. In den darauffolgenden Jahren setzte sich dieser Trend fort und erreichte seinen Höhepunkt nach der Revolution von Dezember 1989. In den 1960er und 1970er Jahren bestand eine deutsche Volksschule in Heltau.

## Wirtschaft und Soziales
Berühmt war die Heltauer Textilindustrie, 1944 gab es 176 größere und kleinere Textilbetriebe mit insgesamt 36.850 Spindeln und 503 Webstühlen. In den 1990er Jahren fiel die Textilindustrie in eine schwere Krise, was zu einem Anstieg der Arbeitslosigkeit in Cisnădie geführt hat.

## Sehenswürdigkeiten
- Die Kirchenburg, Anfang 13. Jahrhundert fertiggestellt ist ein Beispiel für mittelalterliche Wehrarchitektur in Siebenbürgen. Der Bau einer romanischen Basilika, die der heiligen Walburga geweiht ist, begann in der zweiten Hälfte des 12. Jahrhunderts. Die Kirche wurde in der ersten Hälfte des 13. Jahrhunderts fertiggestellt und später, im 15. Jahrhundert, stark befestigt. Die Kirche besitzt einen massiven Westturm, dessen Seitenlänge auch die Breite des Kirchenschiffs bestimmt. Im Osten enden die Seitenschiffe in Apsidiolen, kleinen Apsiden. Das Kirchenschiff hat ein Kreuzrippengewölbe, die Seitenschiffe sind einfach kreuzgewölbt. An der Empore der Südseite befindet sich ein Fresko mit dem außergewöhnlichen Motiv des Gottvaters, den gekreuzigten Christus haltend.  Treppen in der Westmauer führen in das erste Obergeschoss, das ebenfalls überwölbt ist. Das fünfte Stockwerk des Turms dient als Glockenstube, in der noch Reste von acht romanischen Zwillingsfenstern erhalten sind. Der Heltauer Grabstein und das Prozessionskreuz gehören zu den ältesten Zeugnissen der Siebenbürger Sachsen.[5]
- Das Textilindustriemuseum[6]

Blick auf Heltau
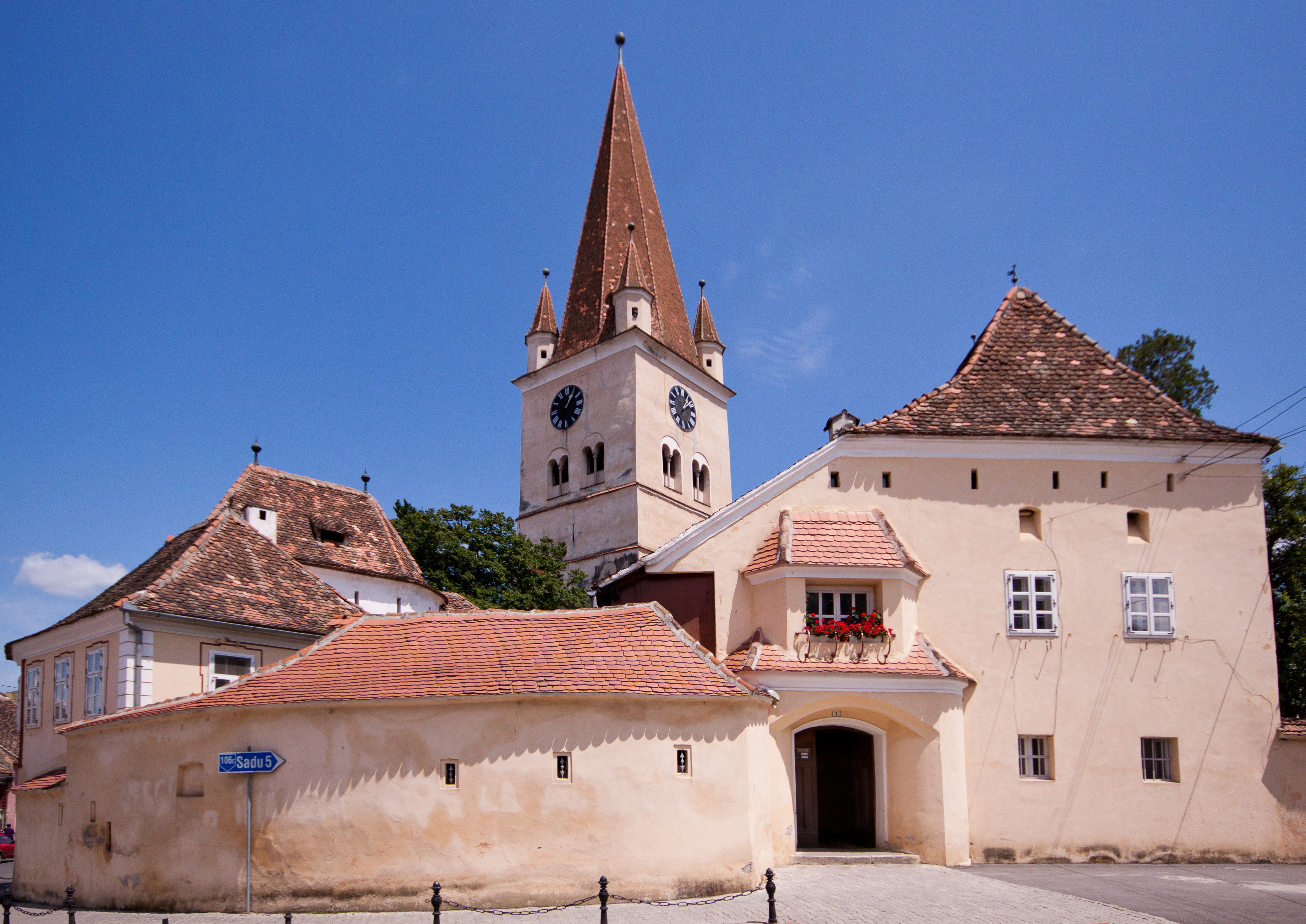
Kirchenburg
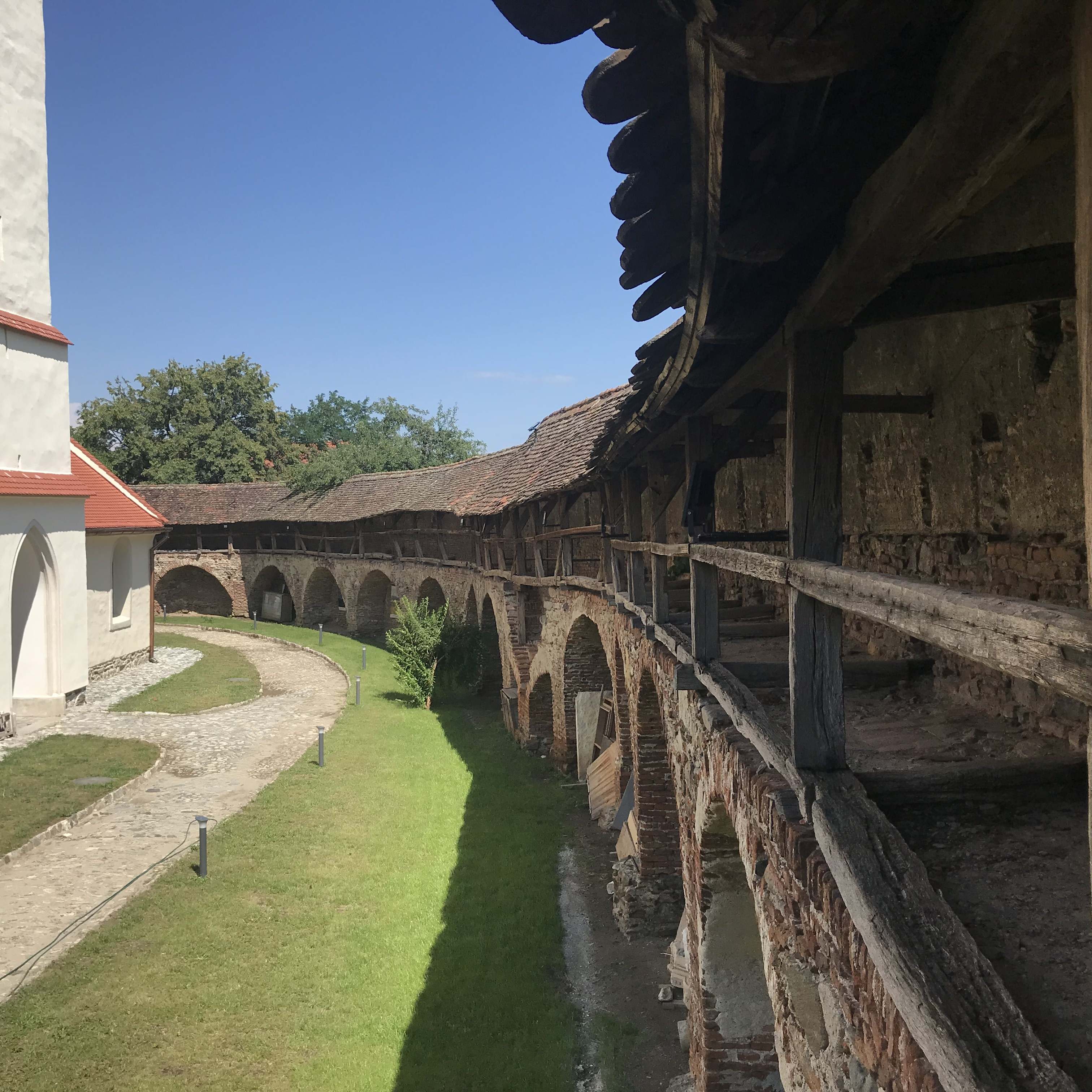
Wehrgang in der Kirchenburg
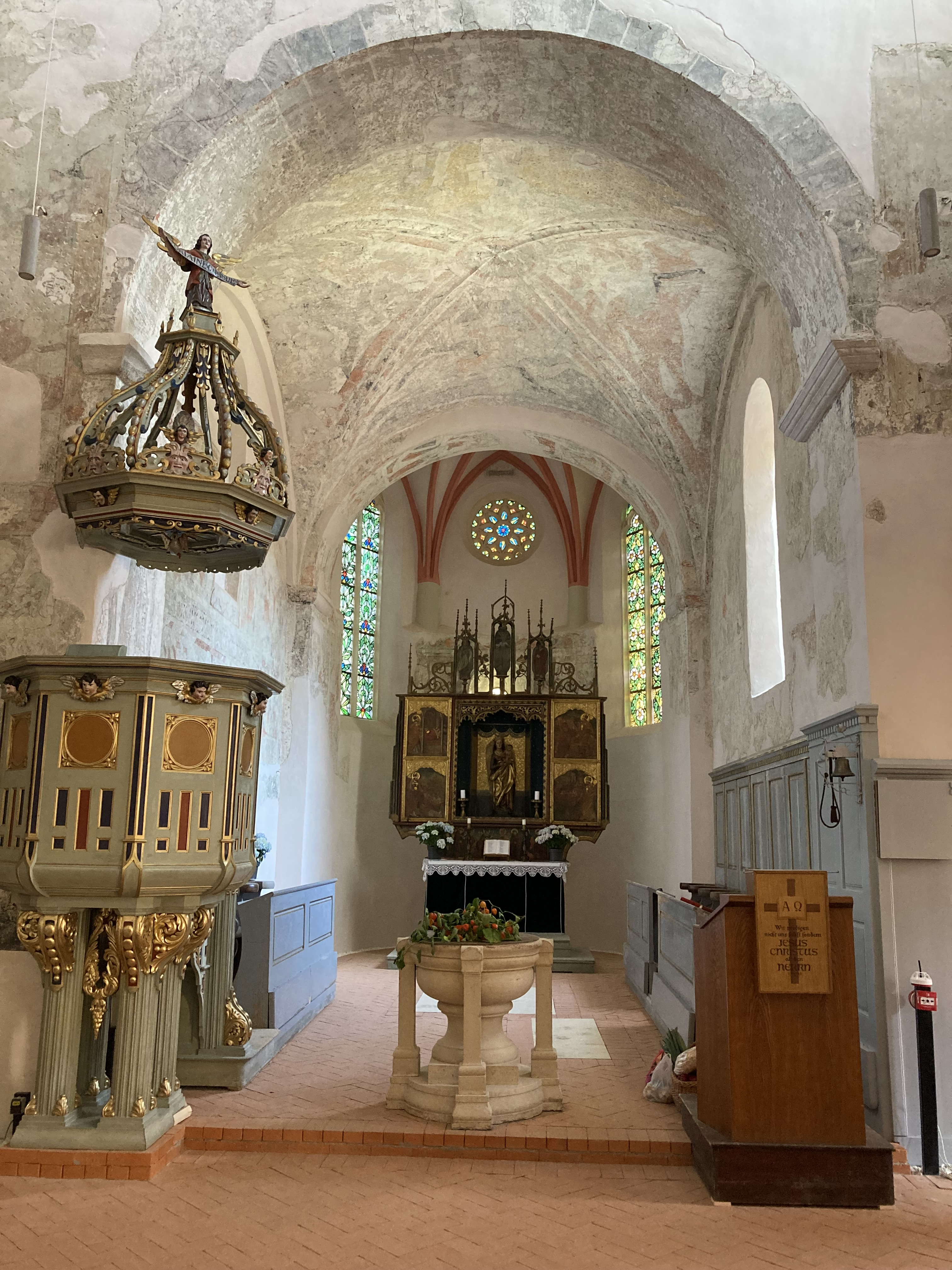
Chor und Kanzel der evangelischen Kirche
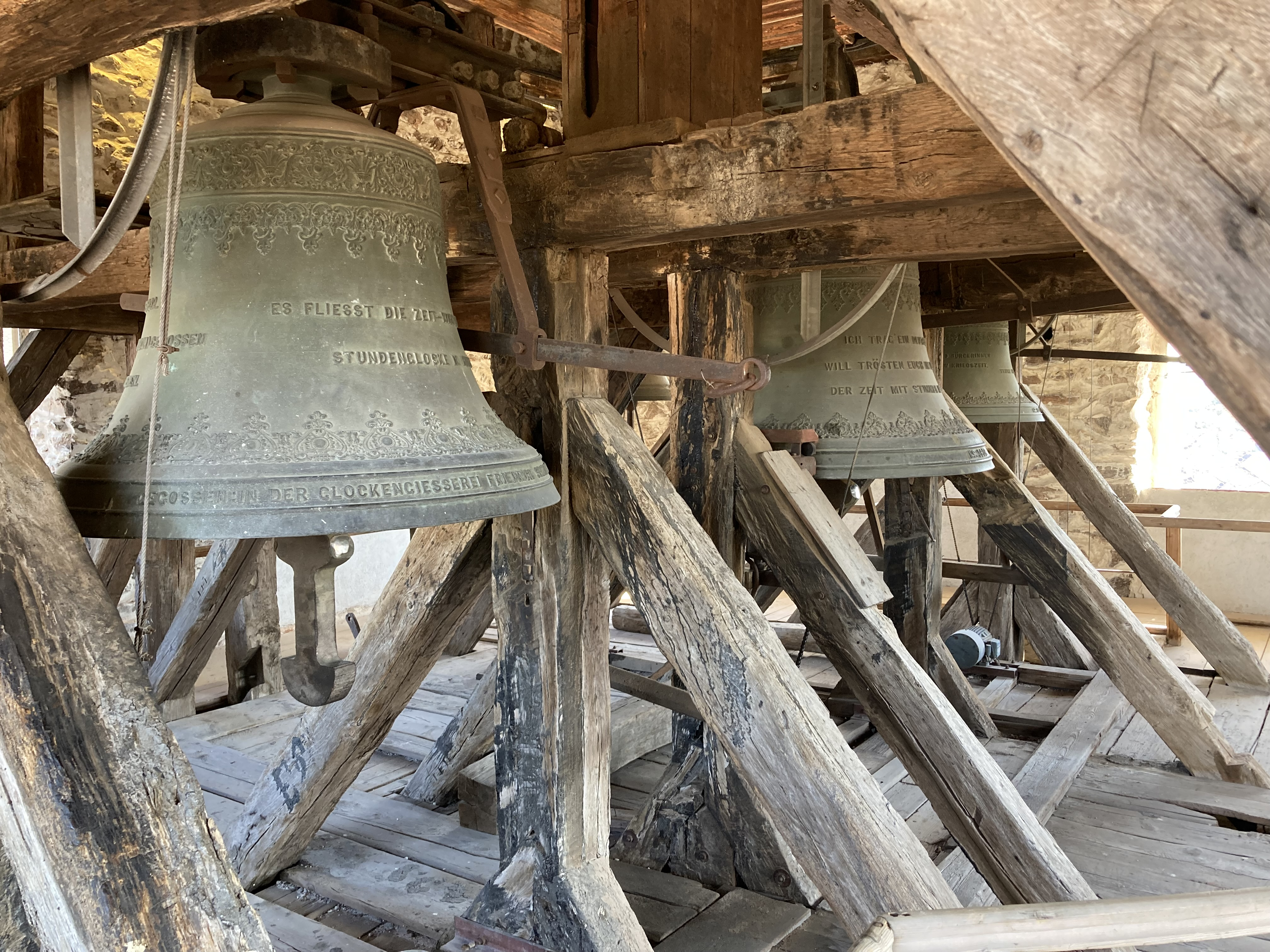
Glocken der Kirchenburg

## Persönlichkeiten
- Caspar Helth (um 1520–1574), evangelischer Theologe, Schriftsteller, Verleger und Reformator
- Johann Bergleiter (1774–1843), evangelischer Bischof in Siebenbürgen[7]
- Gheorghe Ucenescu (1830–1896), Sänger, Komponist, Kopist, Herausgeber, Kalligraph und Musiklehrer
- Oskar Paulini (1904–1982), Schriftsteller
- Gustav Gündisch (1907–1996), Historiker und Archivar
- Franz-Wilhelm Wanek (* 1944), Siebenbürger madjarischer Wissenschaftler[8]
- Karin Gündisch (* 1948), Schriftstellerin
- Roberto Dietrich (* 1964), Politiker
- Birgit Kelle (* 1975), Publizistin

## Religionen
In Heltau befinden sich außer einer sehr aktiven evangelischen noch zwei orthodoxe, zwei griechisch-katholische Kirchen und mehrere Gebetshäuser protestantischer Freikirchen.

## Partnerstädte
Cisnădie unterhält Partnerschaften mit:
- Château-Thierry in Frankreich, seit 1997
- Wernigerode in Sachsen-Anhalt, seit 2002
- Hola Prystan in der Ukraine, seit 2006